# Archosargus rhomboidalis
Archosargus rhomboidalis es una especie de peces de la familia Sparidae en el orden de los Perciformes.

## Morfología
Los machos pueden llegar alcanzar los 33 cm de longitud total y 550 g de peso.

## Distribución geográfica
Se encuentra en las  costas del  Atlántico occidental: desde Nueva Jersey (Estados Unidos) y el noreste del Golfo de México hasta la Argentina, pero está ausente de las Bahamas.